# Ponthus Westerholm
Björn Ponthus Westerholm, egentligen Ponthus Vesterholm, född 6 januari 1992 i Karlskrona, är en svensk ishockeyspelare som spelar för Lukko i Liiga, tillsammans med sin tvillingbror Pathrik Westerholm.